# Gos de protecció de ramats

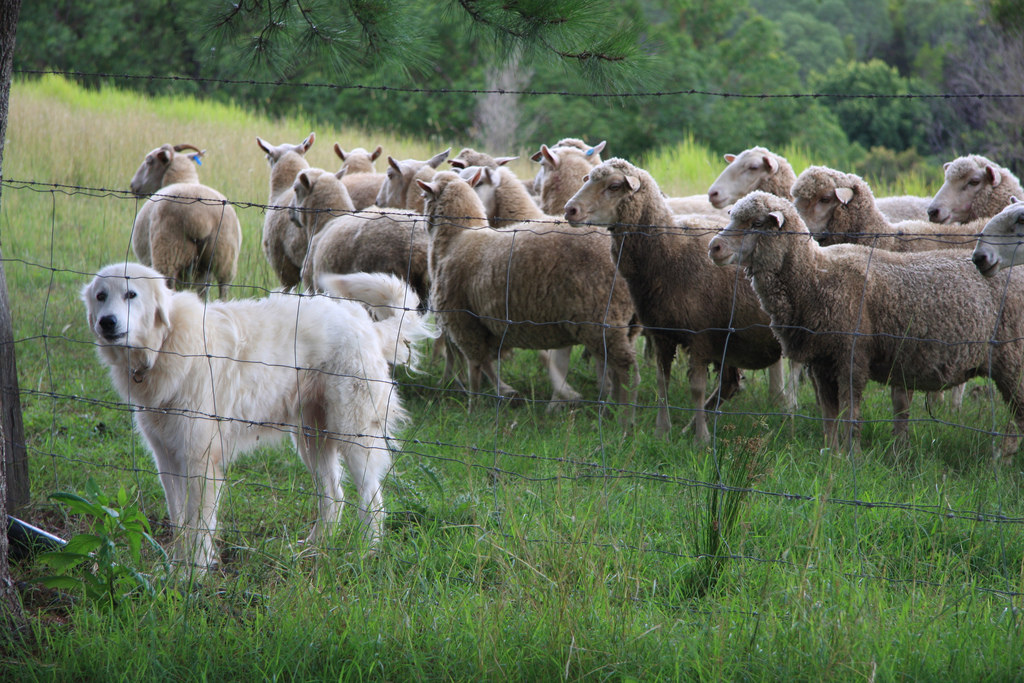
Un gos pastor Maremma amb el seu ramat d’ovelles a Austràlia

Un gos de protecció de ramats (GPR), també anomenat gos pastor de guarda, gos ramader o genèricament mastí a Catalunya i ca de bestiar a Mallorca, és un gos criat amb la finalitat de protegir el bestiar dels depredadors. Internacionalment, aquests animals són coneguts per les sigles en anglès de gos guardià de bestiar (livestock guardian dog - LGD). Aquests gossos, que tenen una funció exclusivament defensiva del ramat, no s'han de confondre amb els altres gossos pastors que s'encarreguen de guiar i controlar els ramats en els seus desplaçaments.
Els gossos ramaders conviuen amb el ramat d'animals que protegeixen com un membre més. La seva capacitat per guardar el seu ramat és principalment instintiva, donat que el gos és integrat al ramat des de petit. A diferència dels gossos pastors que controlen el moviment del bestiar, els gossos pastors de guarda es combinen amb els caps de bestiar, vigilant els intrusos del ramat. La mera presència d'un gos guardià sol ser suficient per allunyar alguns depredadors i, quan cal, s'enfronten a ells per intimidació vocal, lladrucs i comportaments molt agressius. El gos pot atacar o lluitar amb un depredador si no el pot expulsar.
Val a dir que hi ha força sobreposició entre els diferents criteris de classificació d'aquestes races de gossos. Així, actualment no totes les races de mastins existents al món són considerades pastors de guarda de bestiar. El mateix succeeix amb els anomenats gossos molossos (animals de defensa musculosos, el nom dels quals prové de l'antiga regió de Molòssia, als Balcans) o bé amb els gossos bovers (especialitzats en el maneig i conducció de bestiar boví).

## Història
L'ús de gossos en la protecció del bestiar es va originar fa més de 2.000 anys. Està documentat que durant l'antiga Grècia ja es feien servir per protegir els ramats dels atacs dels llops. També es va registrar el seu ús al 150 aC a Roma. Tant la Història dels animals d'Aristòtil com les Geòrgiques de Virgili esmenten l'ús de gossos guardians de bestiar pels molossos a l'antiga regió de l'Epir.
Als Països Catalans i a Europa occidental, amb la davallada del llop i de l'os al llarg del segles XIX i XX, el gos ramader o mastí cessava de ser imprescindible, doncs la funció protectora era la raó de ser d'aquestes races, les quals també menjaven molt i eren una gran despesa.
Actualment encara s'utilitzen gossos pastors de guarda a Espanya i Portugal (especialment, al nord i noroest de la península Ibèrica), a Itàlia i Turquia. Amb la revifalla de les poblacions de grans depredadors a Europa (com els ossos als Pirineus o als Alps) l'ús de gossos de guarda s'està recuperant com a eina de reducció de danys per tal de mitigar el conflicte entre humans i fauna salvatge.

## Ensinistrament

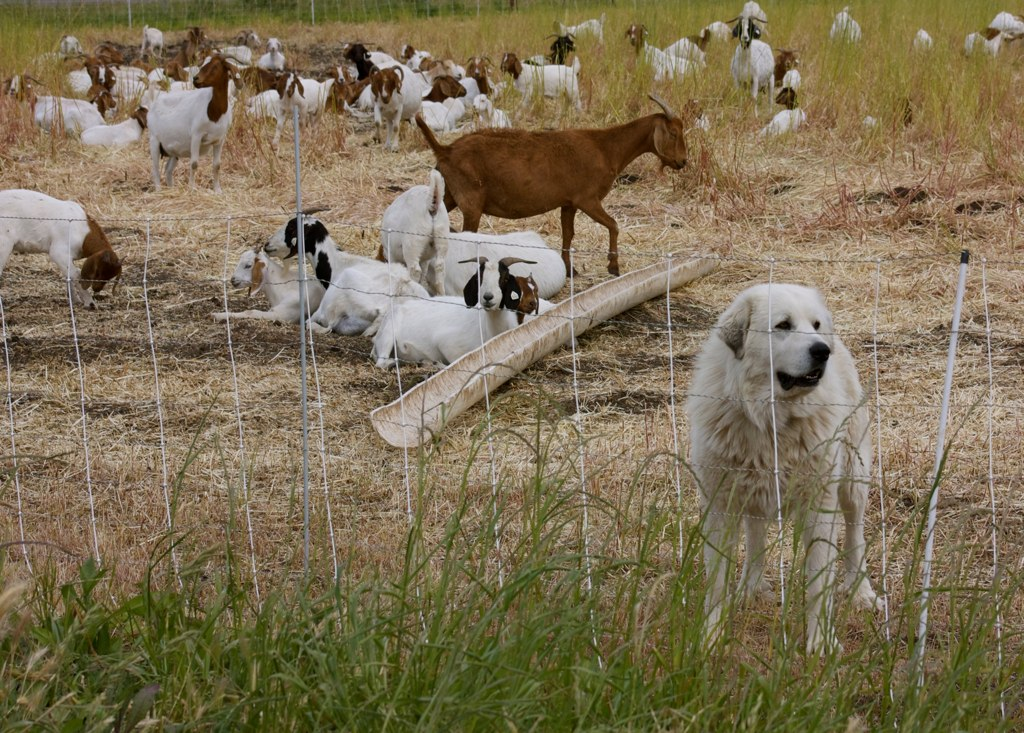
Un muntanya dels Pirineus amb un ramat de cabres

Els gossos són introduïts amb el bestiar des de cadells, de manera que “imprimeixen” els animals. Els experts recomanen que les cries comencin a conviure amb el ramat a les 4 a les 5 setmanes d'edat. Es creu que aquesta 'impressió' és en gran part olfactiva i es produeix entre les 3 i les 16 setmanes d'edat. L'ensinistrament requereix un maneig i gestió diàries regular, preferentment des del naixement. Un gos guardià no es considera fiable fins que tingui almenys 2 anys. Fins aquell moment, cal supervisió, orientació i correcció per ensenyar al gos les habilitats i les regles que necessita per fer la seva feina. Tenir gossos més grans que ajudin a entrenar gossos més joves simplifica considerablement aquest procés.

### Trets

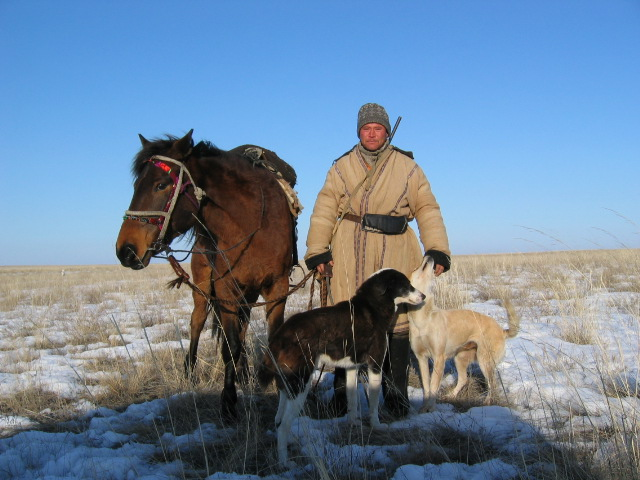
Home pastor kazak: la feina principal del seu cavall i gossos és protegir les ovelles dels depredadors.

Les tres qualitats més buscades en els gossos ramaders són la fiabilitat, l'atenció i la protecció. El gos ha de ser confiable de que no s'allunyi i no sigui agressiu amb el bestiar, atent a les possibles amenaces dels depredadors i protectors perquè intenti expulsar els depredadors. Els gossos, en ser criatures socials amb personalitats diferents, assumeixen diferents rols amb el ramat i entre aquests. La majoria s'acosten al bestiar, alguns tendeixen a seguir el ramader quan hi és present i d'altres s'allunyen del bestiar. Aquests diferents rols sovint són complementaris pel que fa a la protecció del bestiar, i els ramaders i pastors experimentats de vegades afavoreixen aquestes diferències mitjançant ajustos en la tècnica de socialització per tal d'augmentar l'eficàcia del grup de gossos en el seu conjunt per fer front a amenaces específiques de depredadors. Els gossos ramaders que segueixen el bestiar de prop asseguren que hi hagi un gos guardià a l'abast si un depredador ataca, mentre que els gossos que patrullen a les vores de ramat estan en condicions de mantenir els possibles atacants a una distància segura del bestiar. Aquells gossos més atents tendeixen a alertar els que són més passius, però que potser també són més fiables o menys agressius amb el bestiar.
S'han de col·locar dos gossos com a mínim en un ramat, en funció de la seva mida, el tipus de depredadors, el seu nombre i la intensitat de la depredació. Si els depredadors són escassos, un gos pot ser adequat, tot i que la majoria de les operacions solen requerir almenys dos gossos. Les operacions de grans dimensions (especialment les operacions a distància) i les càrregues pesants de depredadors requereixen més gossos. Tant els gossos com les gosses han demostrat ser igualment efectius en la protecció del bestiar.

### Com a mascotes
Els gossos ramaders són generalment grossos, independents i protectors, cosa que pot fer que siguin menys ideals per a la vida urbana o fins i tot suburbana. Tot i això, poden ser gentils, fer bona companyia i ser protectors amb els nens. Si es presenta a una família com un cadell, la majoria dels gossos ramaders són tan protectors amb la seva família com un gos guardià que treballa ho és amb el seu ramat. De fet, en algunes comunitats on els gossos ramaders són una tradició, sovint es mantenia o es donava com a animal domèstic el cadell més petit o dèbil d'una ventrada o simplement se'l mantenia com un gos del poble sense un sol propietari.

## Prevenció de danys

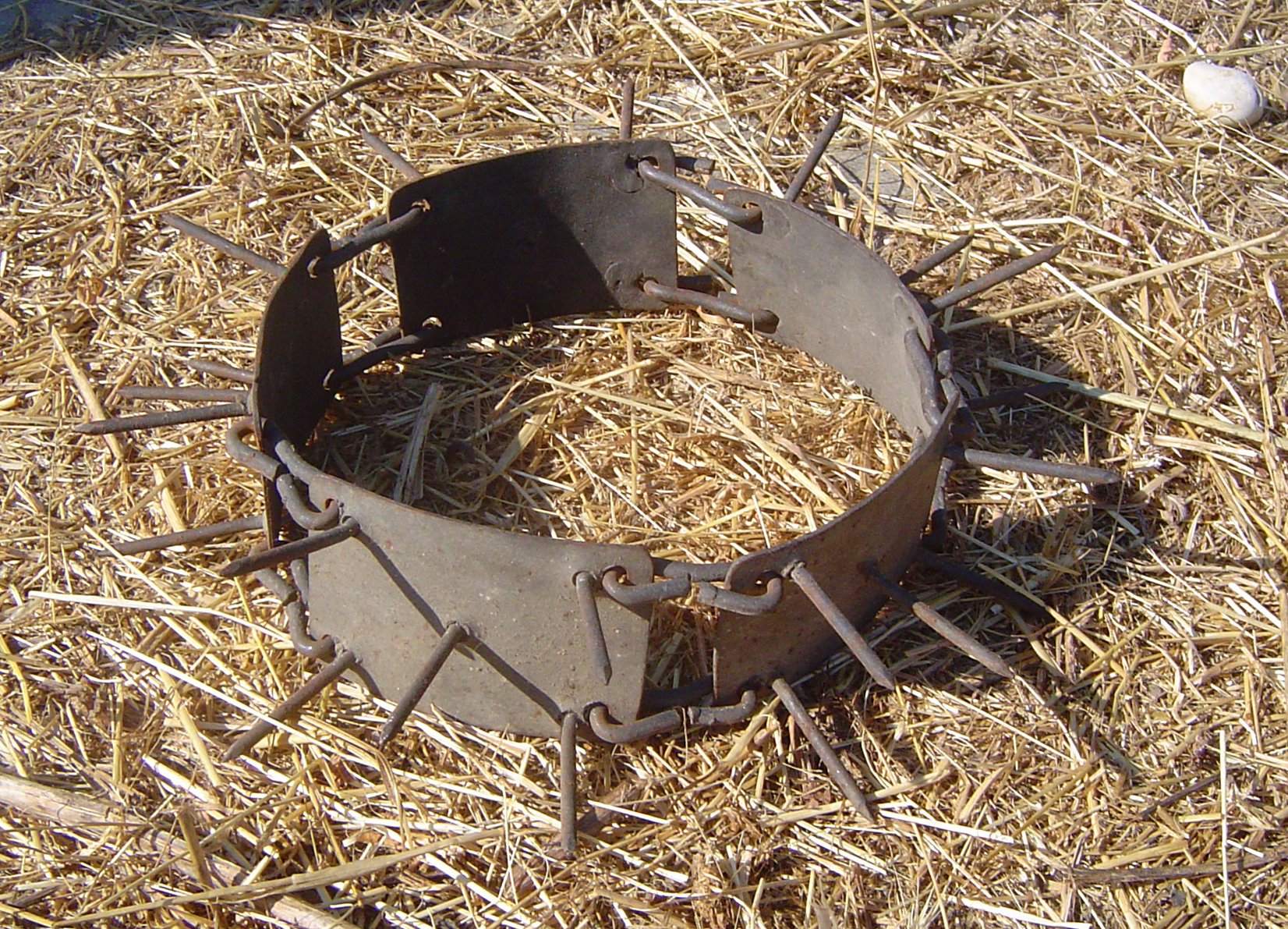
Un collar de punxes utilitzat tradicionalment en algunes regions com a protecció al coll pels gossos ramaders contra els depredadors

Tot i que se sap que els gossos de guàrdia lluiten fins a la mort amb els depredadors, en la majoria dels casos, els atacs s'eviten mitjançant una mostra d'agressivitat. Se sap que gossos ramaders poden expulsar depredadors que superen amb escreix la seva mida i potència, com els ossos i fins i tot els lleons. Amb la reintroducció de depredadors als hàbitats naturals d'Europa i Amèrica del Nord, els ecologistes i conservacionistes estan valorant molt favorablement aquesta mena de gossos perquè permeten la coexistència entre la ramaderia extensiva i els depredadors en el mateix hàbitat o en propers. A diferència del que succeeix amb les trampes furtives, la caça i l'enverinament, els gossos ramaders rares vegades maten els depredadors. El seu comportament agressiu, en canvi, tendeix a condicionar els depredadors a buscar preses sense protecció (per tant, animals no agrícoles). Per exemple, al parc nacional Gran Sasso, a Itàlia, on gossos guardians i llops han conviscut durant segles, els llops més antics i amb més experiència semblen “conèixer” els gossos i deixen els seus ramats tranquils.
L’ús de gossos guardians per protegir el bestiar contra la depredació ha estat eficaç per mitigar els conflictes humans-carnívors a tot el món. Una revisió recent va trobar que el 15,4% dels casos d’estudi que investigaven conflictes humans-carnívors utilitzaven gossos guardians de bestiar com a tècnica de maneig, amb pèrdues d’animals 60 vegades inferiors a la norma.
A Middle Island, una petita illa del sud-est d'Austràlia (estat de Victòria), s'han realitzat proves amb gossos pastors de Maremma per protegir una població de pingüins petits en perill d'extinció dels atacs de guineus. Des de l'inici del projecte Maremma, el 2005, quan només quedaven 10 pingüins, la població ha anat augmentant i el 2016 ja es va arribar a les 200 aus.
A Namíbia, al sud-oest d'Àfrica, s'utilitzen gossos pastors d'Anatòlia (també anomenats kangals) per protegir els ramats de cabres dels guepards. Els cadells solen imprimir-se entre les 7 i les 8 setmanes d'edat. Abans d'implementar-se l'ús de gossos, els camperols namibians empobrits sovint entraven en conflicte amb els guepards depredadors. Ara, els kangals solen expulsar els guepards amb els seus lladrucs i mostres d'agressivitat.
A Catalunya, el govern de la Generalitat facilita la donació gratuïta de gossos de protecció de ramats en zones de risc de depredadors. Entre el 1999 i el 2018 s'han entregat 69 cadells d'aquests gossos a ramaders del Pirineu, Prepirineu i Moianès.

## Llista de races
Moltes races de gossos de protecció de ramats són poc conegudes fora de les regions on encara es treballen. No obstant això, se sap que algunes races presenten trets avantatjosos per a la vigilància del bestiar. Algunes races especialitzades són:

### Races existents
| Raça                                                       | Noms alternatius | País d'origen                                                   | Image |
| ---------------------------------------------------------- | --- | --------------------------------------------------------------- | ----- |
| Aidi                                                       | Aïdi Gos de les muntanyes de l'Atles Gos pastor de l'Atles Gos Bereber Gos de l'Atles                                                                            | Marroc                                                          |       |
| Akbash                                                     | Akbaş Çoban Köpeği | Turquia                                                         |       |
| Aksaray Malaklisi                                          | Turkish mastiff Central Anatolian shepherd | Turquia                                                         |       |
| Armenian Gampr (Gampr armeni)                              | Gampr | Armenia                                                         |       |
| Ashayeri                                                   | – | Iran                                                            | –     |
| Azerbaijani Shepherd Dog (Gos Pastor Azèri)                | – | Azerbaijan                                                      | –     |
| Bakharwal                                                  | – | Índia                                                           | –     |
| Bucovina Shepherd (Pastor romanès de Bucovina)             | Bucovina Sheepdog Southeastern European Shepherd | Romania Sèrbia                                                  |       |
| Buryat-Mongolian Wolfhound (Buryat-gos lloper de Mongòlia) | Buryat-Mongolian Wolfhound | Russia                                                          | –     |
| Cane di Mannara (Gos de Mannara)                           | Cane di Mannara Cane da pastore siciliano Mastino siciliano | Sicília (Itàlia)                                                |       |
| Cão de Castro Laboreiro (Gos de Castro Laboreiro)          | Cão de Castro Laboreiro Dog of Castro Laboreiro Portuguese Cattle Dog Portuguese Watchdog                                                                        | Portugal                                                        |       |
| Cão de Gado Transmontano (Mastí de Tras os Montes)         | Transmontano Mastiff iTransmontano Cattle Dog | Portugal                                                        |       |
| Carpathian Shepherd Dog (Pastor dels Carpats)              | Ciobănesc Românesc Carpatin Romanian Shepherd Romanian Carpathian Shepherd Câine Ciobănesc Carpatin Carpathian Sheepdog Carpatin Romanian Carpatin Herder        | Romania                                                         |       |
| Caucasian Shepherd Dog (Pastor del Caucas)                 | Caucasian Mountain Dog Nagazi | Georgia Armenia Azerbaijan                                      |       |
| Central Asian Shepherd Dog (Pastor de l'Asia Central)      | Alabai, Central Asian Ovtcharka Aziat | Afganistan Kazakhstan Kyrgizstan Turkmenistan Uzbekistan Rússia |       |
| Estrela Mountain Dog (Gos da Serra da Estrela)             | Portuguese Shepherd Cão da Serra da Estrela | Portugal                                                        |       |
| Georgian Shepherd (Pastor de Georgia)                      | Georgian Mountain Dog Nagazi | Georgia                                                         |       |
| Ghadrejani                                                 | – | Iran                                                            | –     |
| Great Pyrenees (Gos de Muntanya dels Pirineus)             | Pyrenean Mountain Dog Patou Montañés del Pirineo Perro de Montaña de los Pirineos Can de Montaña de os Perinés Chien des Pyrénées Chien de Montagne des Pyrénées | França Espanya                                                  |       |
| Greek Shepherd (Pastor grec)                               | – | Grècia                                                          |       |
| Himalayan Sheepdog (Pastor de l'Himàlaia)                  | Himalayan Shepherd Himalayan Shepherd Dog | Xina, Índia Nepal                                               |       |
| Kangal (Pastor d'Anatòlia)                                 | Sivas Kangal Turkish Kangal | Turquia                                                         |       |
| Karakachan                                                 | Karakachansko Kuche Karakachanska Ovcharka | Bulgaria                                                        |       |
| Kars                                                       | – | Turquia                                                         |       |
| Karst Shepherd (Pastor de Karst)                           | – | Eslovènia                                                       |       |
| Komondor                                                   | Hungarian Komondor Hungarian Sheepdog | Hongria                                                         |       |
| Koyun                                                      | Bayburt Kelpi Rize Koyan | Turquia                                                         | –     |
| Kuchi                                                      | Sage Kuchi, Sage Jangi, De Kochyano Spai, Jangi Spai Afghan Shepherd                                                                                             | Afganistan                                                      |       |
| Kurdish Shepherd Dog (Pastor Kurd)                         | – | Iran Iraq Kurdistan                                             | –     |
| Kuvasz                                                     | Hungarian Kuvasz | Hongria                                                         |       |
| Majorca Shepherd Dog (ca de bestiar mallorquí)             | Ca de bestiar | Illa de Mallorca                                                |       |
| Maremmano-Abruzzese Sheepdog (Pastor de Maremma)           | Maremma Sheepdog Cane da Pastore Maremmano-Abruzzese Pastore Abruzzese Pastore Maremmano Abruzzo Sheepdog Abruzzese Sheepdog                                     | Itàlia                                                          |       |
| Mazandrani                                                 | – | Iran                                                            |       |
| Mioritic Shepherd (Pastor rumanès de Mioritza)             | Romanian Mioritic Shepherd Dog Romanian Mioritic Ciobănesc Românesc Mioritic Mioritic                                                                            | Romania                                                         |       |
| Mongolian banhar (Banhar de Mongòlia)                      | – | Mongolia                                                        | –     |
| Mucuchies                                                  | – | Venezuela                                                       |       |
| Persian Mastiff (Mastí Persa)                              | Sarabi dog Sarabi Mastiff | Iran                                                            |       |
| Polish Tatra Sheepdog (Pastor de Tatra)                    | Tatra Mountain Sheepdog Owczarek Tatrzański Owczarek Podhalański Polski Owczarek                                                                                 | Polonia                                                         |       |
| Pyrenean Mastiff (Mastí dels Pirineus)                     | Mastín del Pirineo Mostín d'o Pireneu | Espanya                                                         |       |
| Rafeiro de l'Alentejo                                      | Alentejo Mastiff Portuguese Mastiff Mutt of Alentejo | Portugal                                                        |       |
| Romanian Raven Shepherd Dog (Pastor de Corb)               | Romanian Raven Shepherd Dog Ciobanesc Romanesc Corb | Romania                                                         | –     |
| Sardinian Shepherd Dog (Dogo de Sardenya)                  | Fonni's dog, Pastore fonnese, Cane fonnesu, Cani sardu antigu | Sardenya (Itàlia                                                | -     |
| Šarplaninac                                                | Yugoslavian Shepherd Dog | Macedonia del Nord Kosovo                                       |       |
| Shirak Sheepdog                                            | – | Iran                                                            | –     |
| Slovak Cuvac (Cuvac eslovac)                               | Slovak Chuvach Tatransky Cuvac Slovak tschuvatsch | Eslovàquia                                                      |       |
| Spanish Mastiff (Mastí espanyol)                           | Mastín español de campo y trabajo Mastín ganadero Mastín Leonés Mastín Extremeño                                                                                 | Espanya                                                         |       |
| Tibetan kyi apso                                           | Apso Do-Kyi | Tibet                                                           | –     |
| Tibetan Mastiff (Mastí tibetà)                             | – | Tibet                                                           |       |
| Tobet                                                      | Kazakhstan mountain dog | Kazakhstan                                                      | –     |
| Torkuz                                                     | Sarkangik | Uzbekistan                                                      | –     |
| Tornjak (Pastor croat)                                     | Bosnian and Herzegovinian Shepherd Dog Bosnian Shepherd Dog Croatian Mountain Dog Bosnian-Herzegovinian and Croatian Shepherd Dog                                | Bòsnia i Hercegovina Croàcia                                    |       |
| Vikhan Sheepdog (Pastor Vikhan)                            | Chitral Watchdog Pakistani Vikhan Dog | Pakistan                                                        | –     |

### Llista de races extingides
| Raça            | Nom alternatiu | País o regió d’origen | Era                                   | Ús                                                              | Imatge |
| --------------- | -------------- | --------------------- | ------------------------------------- | --------------------------------------------------------------- | ------ |
| Mastí alpí      | _              | Alps                  | Abans del segle V aC fins al segle dC | Guardià de bestiar                                              |        |
| Molós de l'Epir | _              | Sud d'Europa          | Antiguitat clàssica                   | Gossos de guerra, caça, gossos guardians i lluita contra gossos |        |